# Résolution 1281 du Conseil de sécurité des Nations unies
Membres permanents
- Chine
- États-Unis
- France
- Royaume-Uni
- Russie

Membres non permanents
- Argentine
- Bahrain
- Brésil
- Canada
- Gabon
- Gambie
- Malaisie
- Namibie
- Pays-Bas
- Slovénie

Résolution no 1280 Résolution no 1282
La résolution 1281 du Conseil de sécurité des Nations unies a été adoptée à l'unanimité le 10 décembre 1999. Après avoir rappelé toutes les résolutions précédentes sur l'Irak, y compris les résolutions 986 (de 1995), 1111 (de 1997), 1129 (de 1997), 1143 (de 1997), 1153 (de 1998), 1175 (de 1998), 1210 (de 1998), 1242 (de 1999), 1266 (de 1999), 1275 (de 1999) et 1280 (de 1999) concernant le programme pétrole contre nourriture, le Conseil a étendu les dispositions relatives aux exportations de pétrole iraquiens produits, suffisants pour produire jusqu'à 5,256 milliards de dollars de pétrole pendant 180 jours supplémentaires.
Le Conseil de sécurité était convaincu de la nécessité d'une mesure temporaire pour fournir une aide humanitaire au peuple iraquien jusqu'à ce que le gouvernement irakien remplisse les dispositions de la résolution 687 (de 1991) et distribue également l'aide dans tout le pays.
Agissant en vertu du Chapitre VII de la Charte des Nations unies, le Conseil a prorogé le programme Pétrole contre Nourriture pour une période supplémentaire de six mois commençant à 00 h 01 HNE le 12 décembre 1999, les dispositions de la résolution 1153 restant en vigueur. Le Conseil a maintenu la quantité maximale de pétrole que l'Irak pouvait exporter à 5,256 milliards de dollars américains.
Enfin, le Secrétaire général Kofi Annan a été prié de faire un rapport au Conseil d'ici le 15 janvier 2000 sur la question de savoir si l'Irak était en mesure de produire les 5,256 milliards de dollars de pétrole à exporter et de soumettre une liste détaillée des équipements fournis par les pays pour aider l'Irak à accroître ses exportations pour financer l'aide humanitaire. Il a également été chargé d’améliorer le processus d’observation en Irak pour faire en sorte que l’aide soit répartie de manière égale entre tous les segments de la population et que tout le matériel soit utilisé comme autorisé.